# Electrofor-Polka
Electrofor-Polka (Polka de l'Électrophore) est une polka de Johann Strauss II (op. 297). L'œuvre est créée le 14 février 1865 dans la salle Dianabad à Vienne.

## Histoire
La polka est composée pour le bal du carnaval de 1865 pour les étudiants en génie de l'Université de Vienne et est également créée lors de cet événement. Strauss choisit souvent les titres de ses œuvres parmi les organisations pour lesquelles la composition a été initialement écrite. Il choisit ici l'électricité, branche des étudiants ingénieurs de l'époque : l'électrophore existe depuis le XVIIIe siècle et est une machine qui influence particulièrement la recherche sur l'électricité. 
Johann Strauss et ses frères Josef et Eduard abordent également le thème de « l'électricité » dans plusieurs autres compositions[Lesquelles ?]. 
Electrofor Polka est bien accueillie tant à Vienne qu'en Russie, où le compositeur voyage à nouveau au cours de l'été 1865.

## Durée
Sa durée d'exécution est d'environ 2 minutes et 20 secondes. Elle peut varier selon l'interprétation musicale du chef d'orchestre

## Interprétations notables
La pièce est jouée lors du célèbre concert du nouvel an à Vienne : en 1982, sous la direction de Lorin Maazel, et en 2001, sous la direction de Nikolaus Harnoncourt.